# Koninklijk Circus
Het Koninklijk Circus (Frans: Cirque Royal) is een evenementenzaal in het centrum van Brussel. Het gebouw dateert van 1878, toen het dienstdeed voor het enige permanente Brusselse circus. Het was een periode van architectonische vernieuwingen (onder meer het Justitiepaleis) in Brussel onder impuls van Leopold II.

## Geschiedenis
De merkwaardige architectuur van Wilhelm Kuhnen suggereert een cirkelvormig gebouw, hoewel het eigenlijk een gelijkzijdige 20-hoek is. Het was voor die tijd groot en modern opgevat, want zo'n 3.500 toeschouwers hadden elk van op hun plaats toch een behoorlijk zicht op de piste. De orkestbak boven de toegang van de artiesten en circusdieren bood plaats aan 40 muzikanten. Onder de tribunes waren stapelruimtes voorzien, evenals huisvesting voor meer dan 100 (circus-)dieren, voornamelijk paarden. De arena was zo gebouwd dat ze kon worden gevuld met water, zodat een zwembad ontstond. De openingsshow werd verzorgd door "La troupe équestre Renz". De glorietijd rond de eeuwwisseling maakt, naast circusvoorstellingen, ook melding van balletten, grote evenementen en zelfs de eerste films.
Aan de vooravond van de Eerste Wereldoorlog hield Jean Jaurès een grote toespraak in het Koninklijk Circus, de laatste vóór hij werd vermoord. Na de oorlog diende het circus nog enige tijd als gevangenis voor Duitse krijgsgevangenen. Een nieuwe directie herstelde de traditie van vooral grote paardenshows vanaf 1920. Maar ook variétéartiesten als Maurice Chevalier stonden geprogrammeerd. 
Na de Tweede Wereldoorlog stond het gebouw enige tijd leeg. Het werd in 1953 volledig gerenoveerd naar plannen van architect Charles Van Nueten. Enkel de funderingen en metalen structuur zijn nog origineel. Daarop werd een modernistisch bouwwerk geconstrueerd. Dit was lange tijd de thuishaven van Maurice Béjart met zijn Ballet van de twintigste eeuw.

## Cultuurcentrum
Sedert de regionalisering van de cultuur is de zaal eigendom van de stad Brussel. Men doet een poging om de programmatie zowel op Nederlandstalig als Franstalig publiek te richten, ondanks het feit dat het samen wordt gerund met een andere zaal Botanique, die tot de Franse Gemeenschap behoort.
Behalve optredens van individuele artiesten, zangers of muziekgroepen, blijven grote spektakels of evenementen graag gebruikmaken van de zaal, vanwege zijn bijzondere, bijna cirkelvormige opstelling. Zo komt het Cirque du Soleil regelmatig langs.

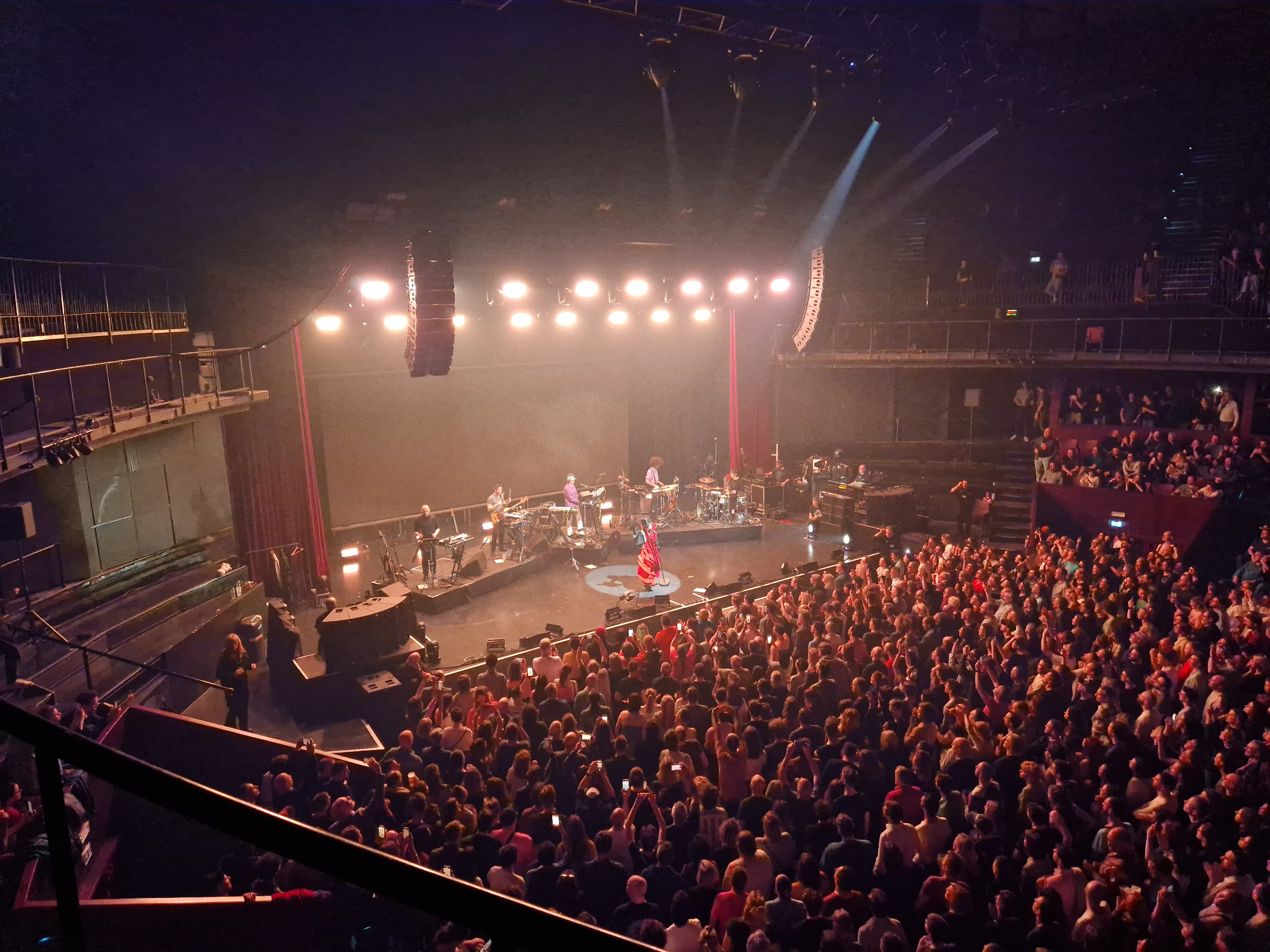
Concert van Roisín Murphy in het Koninklijk Circus, maart 2024